# Bronboszwartschild
De bronboszwartschild (Pterostichus cristatus) is een keversoort uit de familie van de loopkevers (Carabidae). De wetenschappelijke naam van de soort werd in 1820 gepubliceerd door Jean-Marie Léon Dufour.